# Gura Călmățui
Gura Călmățui – wieś w Rumunii, w okręgu Braiła, w gminie Berteștii de Jos. W 2011 roku liczyła 353 mieszkańców.